# Donte Grantham
Donte Grantham (Martinsburg, 19 marzo 1995) è un cestista statunitense naturalizzato qatariota.

## Palmarès
- British Basketball League: 1

London Lions: 2023-2024